# Памирские народы
Пами́рские наро́ды или пами́рцы — группа иранских народов, коренное население Центральной Азии. Проживают преимущественно на юго-востоке Таджикистана (Горно-Бадахшанская АО), северо-востоке Афганистана (Бадахшан), севере Пакистана (Гилгит-Балтистан) и северо-западе Китая (Ташкурган-Таджикский автономный уезд). Относятся к памиро-ферганской расе (ветвь европеоидной расы). Говорят на разнородных памирских языках восточноиранской группы иранской ветви индоевропейской языковой семьи. Исповедуют низаритский-исмаилитский ислам.

## История

### Античность
В формировании памирских народов принимали участие восточноиранские (в основном сакские) и тохарские народы, а также доиндоевропейское субстратное население. Приблизительные сроки начала иранизации Памира (по языковым данным и археологическим раскопкам сакских могильников) — VII—VI вв. до н. э. Этноним «сак» сохранился в названии областей Сакнама, Шакнам (Шугнан), Сакашам, Скасем (Ишкашим), которые переводятся как «страна саков». Известный русский востоковед Л. Н. Гумилёв выдвинул версию эфталитского происхождении памирских народов.
Западный Памир, оборонявшийся от вторжения восточных кочевников, с середины III века до н. э. стал восточным форпостом Греко-Бактрийского царства, с середины I века н. э. — Кушанского царства.

### Средние века
В. В. Бартольд, в своём труде «Туркестан» упоминает, что в X веке три памирских государства: Вахан, Шикинан (Шугнан) и Керран (возможно, Рушан и Дарваз) были заселены язычниками, однако в политической сфере, вероятно, были покорены мусульманами. Границы Шугнана, согласно сообщениям мусульманского географа Ибн Хордадбеха, в его «аль-масалик ва-ль мамалик» (книга путей и стран), были на севере и северо-западе — Рашт, Хатл, Вахш и Термез; на юге — Болор, Кабул; на востоке — Вахан, Хотан и Кашгар.
Марко Поло, проезжавший через Вахан в 1274 году, описал данную местность следующим образом:

Из Бадасиана (Бадахшана), двенадцать дней на восток и северо-восток едешь по реке; принадлежит она брату бадасианского владетеля. Много там городков, посёлков. Народ храбрый, молится Мухаммеду. Через двенадцать дней — другая область, не очень большая, во всякую сторону три дня пути; называется она Вахан. Народ (местный) — мусульмане, говорит своим языком, в битвах храбр. Владетель зовётся Нон, а по-французски это значит «граф». Подчинён он бадасианскому царю.
Между X и XVI веками Вахан, Шугнан и Рушан вместе с Дарвазом (последние два были объединены в XVI веке) управлялись местными феодальными династиями и фактически были независимы.

### Новое время
Англо-русское соглашение 1895 года поделило Бадахшан между Афганистаном и Бухарским эмиратом.
2 января 1925 года ЦИК СССР приняло решение о создании нового географического и политического образования, известного в современное время как Горно-Бадахшанская автономная область (ГБАО). В советский период памирцы, как правило, не занимали руководящих должностей в республике, за некоторыми исключениями, в частности, шугнанец Шириншо Шотемур, занимавший пост председателя Центрального исполнительного комитета Таджикской Советской Социалистической Республики (ТаССР) в 1930-х годах; и рушанец Назаршо Додхудоев, занимавший пост председателя Президиума Верховного Совета Таджикской ССР в 1950-х годах.
В 1991 году, после распада СССР, ГБАО осталась в составе нового независимого государства Таджикистан.
31 мая 1991 года, в Душанбе была зарегистрирована памирская негосударственная общественная организация «Лали Бадахшан» (Бадахшанский рубин). Её лидером стал Атобек Амирбеков, родившийся в г. Хороге и работавший преподавателем в Душанбинском педагогическом институте, а членами — учащиеся вузов и столичная памирская молодёжь. Основаная цель и задача «Лали Бадахшан» заключалась в активном содействии в «развитии политического мышления, уровня экономики, культуры и образования народов Бадахшана». Общее число членов организации доходило до 500 человек.
Самопровозглашённая Автономная Республика Бадахшан фактически существовала до ноября 1994 года.
Начиная с 2020-х годов, правительство Таджикистана подавляет деятельность памирцев, их культурные практики и институты, а также использование памирских языков. Впоследствии произошёл массовый исход этнических памирцев из Таджикистана и России.

## Идентичность
Как свидетельствуют записи русского этнографа А. А. Бобринского, во время его бесед с памирцами в начале XX века памирцы подчёркивали своё иранское происхождение. На вопрос о своем происхождении отвечали: «згамиг» (язгулямец), «хугни» (шугнанец), «хик» (ваханец) и т. п. 
Хотя советские этнографы называли памирцев «горными таджиками», большинство памирской интеллигенции считает себя принадлежащими к отдельным и самобытным этносам.
Л. Ф. Моногарова показала, что жители ГБАО в Республике Таджикистан в советский период стали осознаваться окружающими как единая этнокультурная общность, что со временем стало означать не территориальную, а прежде всего этническую, этноязыковую, этнокультурную и этноконфессиональную принадлежность представителей памирских народов.

## Религия

### Доисламские верования
До распространения на Памире ислама жители этого региона были язычниками и совершали различные обряды, связанные с верой в возможность сверхъестественного воздействия на предметы природы, на животных и человека. С конца 1-го тысячелетия до н. э. на Памире распространяется зороастризм (в Шугнане и Вахане зороастрийские храмы огня действовали до позднего Средневековья). В анонимном сочинении «Худуд аль-алам» упоминается, что:

Город Сикашим (современный Ишкашим) является столицей области Вахан. Обитатели её являются огнепоклонниками (габракан) и мусульманами, и правитель Вахана (малик) обитает здесь. Хамдуд (современный Хандуд в Афганистане) — это место, где располагаются святилища идолов (бутханаха-йи вахани).

### Насир Хосров и фатимидский исмаилизм
Распространение исмаилитского ислама связано с пребыванием на Памире Насира Хосрова (1004—1088), персоязычного поэта, теолога, философа и проповедника (да'и) для исмаилитского Фатимидского халифата, скрывавшегося от преследований со стороны «ортодоксальных» суннитов в Шугнане.
Памирские исмаилиты считают Насира основателем своих общин в Бадахшане, регионе, ставшем твердыней низаритского исмаилизма и хранилищем их литературы. Российский востоковед А. А. Семёнов назвал Насира, употребляя христианский термин, «апостолом памирских исмаилитов». Тем самым он, возможно, хотел подчеркнуть избранный характер его религиозно-просветительской деятельности.
Шах Саййид Насир, как его называют в Бадахшане, описывается и высоко почитается как «пир-и куддус» (святой старец), «бурхан аль-авлия» (доказательство святых), «бузургвар» (великий), «шах-и бузургвар» (великий царь) и «хаким» (мудрец) в этом регионе. Памирские исмаилиты также считают его потомком (саййид) пророка Мухаммеда через его дочь Фатиму аз-Захру и зятя Али ибн Абу Талиба.
Как утверждает Л. Ф. Моногарова, одной из главных причин принятия памирцами исмаилизма можно считать их крайнюю терпимость к различным верованиям по сравнению с другими сектами ислама.

### Дин-и пандж-тан
В период сокрытия (давр ас-сатр), длившегося в исмаилитской истории несколько столетий (от распада Аламутского государства в Иране до анджуданского возрождения), с исмаилитской верой памирцев перемешались некоторые элементы двунадесятного шиизма (исна'ашариййа) и суфизма (тасаввуф). Многие персоязычные поэты и философы, такие как Санаи, Аттар и Руми, считаются памирскими исмаилитами своими единоверцами и рассматриваются как «мастера гнозиса» (пиран-и ма'рифат), а извлечения и списки их произведений сохранились в личных библиотеках исмаилитов Памира.
Сами памирские исмаилиты называют себя «пандж-тан» (пять особ), а свою религию «дин-и пандж-тан» (религия пяти [священных] особ); пандж-таны почитают основателя ислама пророка Мухаммеда, его двоюродного брата и зятя Али, его дочь Фатиму и внуков Хасана и Хусейна. Символ пандж-тан — изображение руки с раскрытой ладонью (панджа), которое можно встретить на камнях и пещерах по всему Памиру.
Памирские исмаилиты используют ярлык «чорёри» (последователи четырёх друзей) для обозначения мусульман-суннитов, признающих первых четырёх халифов (Абу Бакр, Умар, Усман и Али). Шугнанский поэт XV века Шах Зияйи считает истинными верующими тех, кто верит в пандж-тан, в отличие от тех, кто говорит только «четыре четыре» (чор чор), т. е. суннитов.

## Язык
Памирские языки делятся на шугнано-рушанскую группу (шугнанский, рушанский, хуфский, бартангский, сарыкольский), с которой тесно связаны язгулямский и ныне вымерший ванчский; ишкашимский и сангличский; ваханский; мунджанский и йидга. Входят в восточноиранскую группу иранских языков. Памирские языки испытывают сильное влияние языков дари и пушту в Афганистане, таджикского и русского в Таджикистане.
Китайский путешественник Сюань-цзан, посетивший Шугнан в середине VII века, утверждал, что у жителей края «письменность такая же, как в Тохаристане, а язык особый, отличный от тохарского (бактрийского)».
В 1930-х годах памирская интеллигенция попыталась создать алфавит для памирских языков. Они начали создавать алфавит для шугнанского языка, наиболее распространённого на Памире, на основе латиницы. В 1931 г. был выпущен первый учебник шугнанского языка, предназначенный для взрослых; одним из авторов выступил молодой шугнанский поэт Нодир Шамбезода (1908—1991).
В 1933 году был выпущен первый учебник для детей, в 1937 году был выпущен учебник для первого года обучения. Однако к середине 1930-х выпуск букварей и учебников застопорился из-за разногласий среди шугнанских активистов и препятствий со стороны партийного руководства, обвинявшего создателей алфавита в национализме. В 1937 году началась сталинская кампания борьбы с национализмом, в рамках которой в СССР вводились ограничения на использование местных языков, и шугнанская письменность была окончательно убрана из образования и печати.
Таджикизация образования, литературы, прессы и делопроизводства ГБАО проводилась даже в ущерб русскому языку. Апофеозом данной политики стало уничтожение в 1972 г. книг на памирских языках в Государственной публичной библиотеке им. Фирдоуси в Душанбе.
Письменность есть у шугнанского языка [алфавит на основе кириллицы (ограниченно используется в периодической печати в Таджикистане)] и у ваханского языка [алфавиты на основе латиницы (в Пакистане) и кириллицы (в Таджикистане; большого распространения не имеет)]. Эти языки изучаются в средней школе в районах проживания их носителей в Афганистане и Пакистане.

## Генетика
Исследования мтДНК, проведённые в 2017 году, отражают сложную историю заселения Памира, языковые отличия ваханцев, шугнано-рушанцев и сарыкольцев. Типичные для шугнано-рушанцев, профили гаплогрупп мтДНК:
- HV — 52 %
- U — 14 %
- T — 14 %
- CZ — 6 %
- J — 4 %

У сарыкольцев Синьцзяна встречаются следующие гаплогруппы мтДНК:
- D — 3 %
- HV — 24 %
- U — 33 %
- T — 2 %
- J — 7 %
- CZ — 7 %
- M — 8 %

У ваханцев профиль мтДНК:
- HV — 38 %
- U — 18 %
- T — 9 %
- J — 8 %
- R — 6 %
- W — 12 %

### Книги
- Моногарова Л. Ф. Современные этнические процессы на Западном Памире. — Советская этнография, 1965.
- Искандаров Б. И. История Памира. — Хорог : Мерос, 1995. — 188 с.
- Шохумуров, Абусаид. Памир — страна ариев. — Душанбе : Национальная академия наук Таджикистана, 1997.
- Лашкарбеков Б. Б. Памирская экспедиция (статьи и материалы полевых исследований) / Емельянова Н. М. — М. : Институт востоковедения РАН, 2006. — 272 с. — ISBN 5-89282-291-5.
- Davlatshoev, Suhrobsho. The formation and consolidation of Pamiri ethnic identity in Tajikistan :  [англ.]. — Middle East Technical University, 2006.
- Iloliev, Abdulmamad. The Ismaili-Sufi Sage of Pamir: Mubarak-i Wakhani and the Esoteric Tradition of the Pamiri Muslims :  [англ.]. — Cambria Press, 2008. — ISBN 978-1-934043-97-4.
- Дафтари Фархад. Исмаилиты: их история и доктрины :  [рус.] = The Isma'ilis: Their History and Doctrines / предисловие Вилферда Маделунга; перевод Лейлы Р. Додыходоевой при научной ред. О. Ф. Акимушкина. — М. : Наталис, 2011. — 847 с. — 1000 экз. — ISBN 58-062-0341-7. — ISBN 978-5-806-20341-1.
- Nourmamadchoev, Nourmamadcho. The Ismāʿīlīs of Badakhshan: History, Politics and Religion from 1500 to 1750 :  [англ.]. — London : School of Oriental and African Studies, 2014.
- Мамадназаров, Мунавар. Памятники зодчества Таджикистана. — М. : Прогресс-Традиция, 2015. — ISBN 978-5-89826-459-8.
- Goibnazarov, Chorshanbe. Qasīda-khonī: A Musical Expression of Identities in Badakhshan, Tajikistan Tradition, Continuity, and Change :  [англ.]. — Humboldt-Universität zu Berlin, 2017.
- Gulamadov, Shaftolu. The Hagiography of Nāṣir-i Khusraw and the Ismāʿīlīs of Badakhshān :  [англ.]. — Toronto : University of Toronto, 2018. — ISBN 9780438188624.
- Min-Sheng Peng. Mitochondrial genomes uncover the maternal history of the Pamir populations :  [англ.] // European Journal of Human Genetics. — 2018. — Vol. 26. — P. 124—186. — doi:10.1038/s41431-017-0028-8.

### Статьи
- Пами́рские наро́ды / Каландаров Т. С. // П — Пертурбационная функция [Электронный ресурс]. — 2014. — С. 178—179. — (Большая российская энциклопедия : [в 35 т.] / гл. ред. Ю. С. Осипов ; 2004—2017, т. 25). — ISBN 978-5-85270-362-0.
- Пами́рские языки́ / Лашкарбеков Б. Б. // П — Пертурбационная функция [Электронный ресурс]. — 2014. — С. 179—180. — (Большая российская энциклопедия : [в 35 т.] / гл. ред. Ю. С. Осипов ; 2004—2017, т. 25). — ISBN 978-5-85270-362-0.
- Каландаров  Т. С. Агиография «апостола памирских исмаилитов» (к 1000-летию Носира Хосрова) // Этнографическое обозрение. — 2004. — ISSN 0869-5415.
- Худоёров М. М. Проблема Памирской автономии в Таджикистане на рубеже 1980—1990-х годов // Magistra Vitae: электронный журнал по историческим наукам и археологии. — 2011. — Вып. 46, № 22. — С. 78—81.
- Додыхудоева, Л. Р. Влияние городской среды на носителей памирских языков // Acta Linguistica Petropolitana. Труды института лингвистических исследований. — 2018. — С. 108—136. — ISSN 2306-5737.
- Овсянников Д. В.; Андреев А. А. Национальная и конфессиональная идентичность населения ГБАО в позднесоветский период: к вопросу о возникновении «памирцев» // Санкт-Петербургский государственный университет. — 2018. — С. 141—151.
- Каландаров Т. С. Памирские языки: между прошлым и будущим (на примере шугнанского языка) // Отдел культурного наследия и гуманитарных наук УЦА. — Бишкек, 2020.
- Илолиев, Абдулмамад. Княжество Вахан в XIX веке: распад и разделение // Университет Центральной Азии. — Бишкек, 2021.
- Камолиддин, Шамсиддин. Согдийский сборник. — В: Согдийцы и их потомки // Lambert Academic Publishing. — 2024. — Вып. 12. — 188 с. — ISBN 978-620-7-48635-9.